# Echthrocollix minuta
Echthrocollix minuta är en fjärilsart som beskrevs av Butler 1881. Echthrocollix minuta ingår i släktet Echthrocollix och familjen mätare. Inga underarter finns listade i Catalogue of Life.